# Krastina Panajotowa
Krastina Panajotowa (gebräuchliche Transliteration Krastina Panayotova, bulgarisch Кръстина Панайотова) ist eine bulgarische Klassische Archäologin. 
Nach dem Abschluss der Oberschule in Stara Zagora studierte Panajotowa von 1976 bis 1981 Geschichte mit dem Schwerpunkt Archäologie an der Universität Sofia. 1989 wurde sie am Nationalen Archäologischen Institut mit Museums der Bulgarischen Akademie der Wissenschaften mit einer Dissertation zu Grabsitten in den griechischen Kolonien am Schwarzen Meer vom 6. bis zum 1. Jahrhundert v. Chr. promoviert. An diesem Institut arbeitet sie bis heute und ist Leiterin der Abteilung für Klassische Archäologie.
Panajotowa leitet u. a. archäologische Ausgrabungen in Sosopol (griechischen Nekropole von Apollonia Pontica sowie Kloster der Heiligen Apostel und die 20.000 Märtyrer).

## Schriften (Auswahl)

### Monographien
- Аполония Понтийска: столетие археологически проучвания, София, Национален археологически музей, 3 ноември 2009-25 януари 2010, Bulgarische Akademie der Wissenschaften, Sofia 2009. ISBN 978-954-92395-7-7
- mit Antoine Hermary u. a. (Hrsg.): Apollonia du Pont (Sozopol). La nécropole de Kalfata (Ve-IIIe s. av. J.- C.). Fouilles franco-bulgares (2002-2004). Errance, Paris 2010. ISBN 978-2-87772-424-1
- Елинистическият и римският некропол на Аполония в Морската градина на Созопол, 2012

### Aufsätze (Auswahl)
- Землището на Кортен в праисторията и античността. In: Expeditio Thracica 2, 1982, S. 117–127.
- Изследване на погребалния обред с помощта на микрокомпютър (по материали от Аполония). In: Археология 1989, 3, S. 57–62.
- Once again about the Archaeological material from the Harbour of Sozopol (1927). In: Thracia Pontica, 5. Les ports dans la vie de la Thrace ancienne. Sozopol 1994, S. 125–131.
- Apollonia Pontica. Recent Discoveries in the Necropolis, In: Gocha R. Tsetskhladze (Hrsg.): The Greek Colonisation of the Black Sea Area: Historical Interpretation of Archaeology (Historia. Einzelschriften 121), Franz Steiner Verlag, Wiesbaden 1998, S. 97–115
- Обредни огнища в некрополите на Аполония Понтика. - В: Сборник в памет на д-р П. Горбанов. In: Studia Archaeologica. Suppl. 1. Sofia 2003, S. 133–140.
- The Necropolises of Apollonia Pontica. End of the 7th - 1st centuries B.C.. In: Ancient Greek Colonies in the Black Sea, Bd. 1, Thessaloniki 2003, S. 123–155.
- Аполония Понтика - Созополис. In: Римски и ранновизантийски селища в България 2. Sofia 2003, S. 215–234.
- Ein Komplex aus der Bronzezeit in der Flur des Dorfes Jasdač, Bez. Čirpan (vorläufiger Bericht). In: V. Nikolov u. K. Băčvarov (Hrsg.): Von Domica bis Drama. Gedenkschrift für Jan Lichardus. Sofia 2004, S. 191–196.
- Burial and post-burial rites in the necropoleis of the Greek colonies on the Bulgarian Black Sea Littoral. In: Ancient Greek colonies in the Black Sea 2. Oxford 2007, S. 85–126